# Dianthus ramosissimus
Dianthus ramosissimus là loài thực vật có hoa thuộc họ Cẩm chướng. Loài này được Pall. ex Poir. mô tả khoa học đầu tiên năm 1816.